# Tesla Model Y
Le Tesla Model Y est un crossover compact électrique haut de gamme produit par le constructeur automobile américain Tesla Inc. Il est le cinquième modèle de l'histoire de ce constructeur, et se présente comme une version surélevée de la Model 3. Le Model Y est produit depuis 2020. En 2023, puis de nouveau en 2024, il devient le véhicule le plus vendu en Europe et dans le monde, toutes énergies confondues, c'est le premier VE qui enregistre ce genre de ventes. 
Le Model Y Juniper amélioré est disponible depuis 2025 avec des améliorations similaires à celles du Model 3 Highland.

## Histoire
En 2013, Tesla dépose le nom « Model Y » pour son futur modèle. Le Model Y est un nouveau modèle et ressemble à une Model 3 extrapolée pour en faire une version familiale située entre break et crossover.
En 2015, la marque dévoile un modèle Y basé sur le modèle 3 avec des portes à ailes de faucon.
Avec l'arrivée du Model Y, la gamme des modèles Tesla deviendra « SEXY » (S 3 X Y),.
Durant sa phase de production, de nombreux changements techniques sont annoncés sur le Model Y, notamment la suppression de la batterie 12V, toujours présente dans les autres modèles du constructeur, ou encore l'utilisation d'une nouvelle technologie de câblage permettant de réduire la longueur de câble de 1 500 m dans une Model 3 à 100 m dans un Model Y.
Cependant, le Model Y doit arriver rapidement sur le marché. Cela va donc pousser les équipes de Tesla a se reposer beaucoup plus sur la base de la Model 3 et à reporter ces changements techniques complexes et long à mettre en production. Le Model Y partage près de 70 % de pièces avec la Model 3.
Le Model Y est finalement présenté à Los Angeles, en Californie le 14 mars 2019. La production commence à partir de janvier 2020 à l'usine de Fremont, Californie. Le Model Y entre ensuite en production dans la Giga Shanghai en novembre 2020. Le début de la production est prévu dans la Giga Berlin et la Giga Texas courant 2022.
En mars 2020, Tesla annonce la production de la millionième Tesla depuis le lancement de la marque. Il s'agit d'un Model Y de couleur rouge. Les livraisons ont commencé le 13 mars 2020.
Dans le livre Power Play: Tesla, Elon Musk, and the Bet of the Century, Tim Higgins, journaliste américain du Wall Street Journal, affirme que Tesla avait initialement prévu de ne pas installer de volant dans le Model Y, envisageant l'arrivée d'un système de conduite entièrement autonome qui aurait rendu inutile le volant. Finalement, le Model Y possède bien un volant, ce dernier pouvant être absent uniquement avec une conduite autonome de niveau 5, ce que ne propose pas le Model Y.
En juillet 2021, le Model Y reçoit un filtre HEPA ainsi qu'un mode de défense contre les armes biologiques. A l'image de celui présent dans la Model S et le Model X, le filtre permet d'éliminer au moins 99,97 % des particules fines, polluants et autres virus ou bactéries. Quant au mode de défense, il permet, lorsqu'il est activé et que les portes du véhicule sont fermées, d'assurer la sécurité des occupants en filtrant l'air extérieur et en purifiant l'air dans l'habitacle. Après les exemplaires produits en Chine, ce sont désormais les exemplaires fabriqués à Fremont qui vont recevoir ce système de série.
En mars 2022, les prix du Model Y Grande Autonomie en France augmentent de 3 000 €, ce qui ne rend plus le SUV éligible au bonus écologique.
Le Model Y Propulsion, version d'entrée de gamme à deux roues motrices, est annoncé pour le marché européen en août 2022. Avec un premier prix désormais inférieur à celui de la Model 3, le Model Y Propulsion est éligible au bonus écologique en France. Cette version est produite uniquement en Chine, à Shanghaï.
Au premier trimestre 2023, le Model Y devient le véhicule particulier le plus vendu en Europe. Sur l'ensemble de l'année 2023, le Model Y est le modèle le plus vendu en Europe toutes énergies confondues (254 822 exemplaires), devant la Dacia Sandero (235 893). C’est la première fois qu’un véhicule électrique est le modèle le plus vendu en Europe. Il s'agit aussi de la voiture la plus vendue dans le monde pour l'année 2023, avec 1,23 million d’unités livrées.
En janvier 2025, Tesla a lancé le restylage du Model Y, également désigné sous le nom de code « Juniper », avec une première commercialisation en Chine, suivie d’un déploiement progressif en Europe et en Amérique du Nord dès mars 2025 . Ce rafraîchissement constitue la mise à jour la plus importante du Model Y depuis son lancement en 2020, avec des évolutions esthétiques et fonctionnelles marquées .
Les changements majeurs incluent une barre lumineuse pleine largeur à l’avant et l’arrière, des phares et feux arrière affinés, un comodo physique pour les clignotants réintroduit dans l’habitacle, ainsi qu’un écran supplémentaire de 8 pouces destiné aux passagers arrière L’intérieur bénéficie également de sièges ventilés, d’un éclairage d’ambiance, d’inoxonisation améliorée, et d’une suspension optimisée pour plus de confort .
Côté performances, les versions Propulsion (RWD) et Long Range AWD voient leur autonomie augmenter : environ 466 km pour la propulsion (WLTP) avec un 0-100 km/h en 5,9 s, et environ 551 km pour la Long Range AWD avec une déclinaison Acceleration Boost permettant un 0-100 km/h en 4,3 s. Les débuts de production ont eu lieu début 2025 à la Gigafactory de Shanghai, avec des livraisons en Chine dès mars), puis en Europe, via la Gigafactory de Berlin, autour de mars 2025 également 

Enfin, en juillet 2025, Tesla a présenté la version Model Y L, une variante longue avec six sièges, exclusivement pour le marché chinois, dont la commercialisation est prévue à partir de l’automne 2025 .

Pre-2025 Tesla Model Y
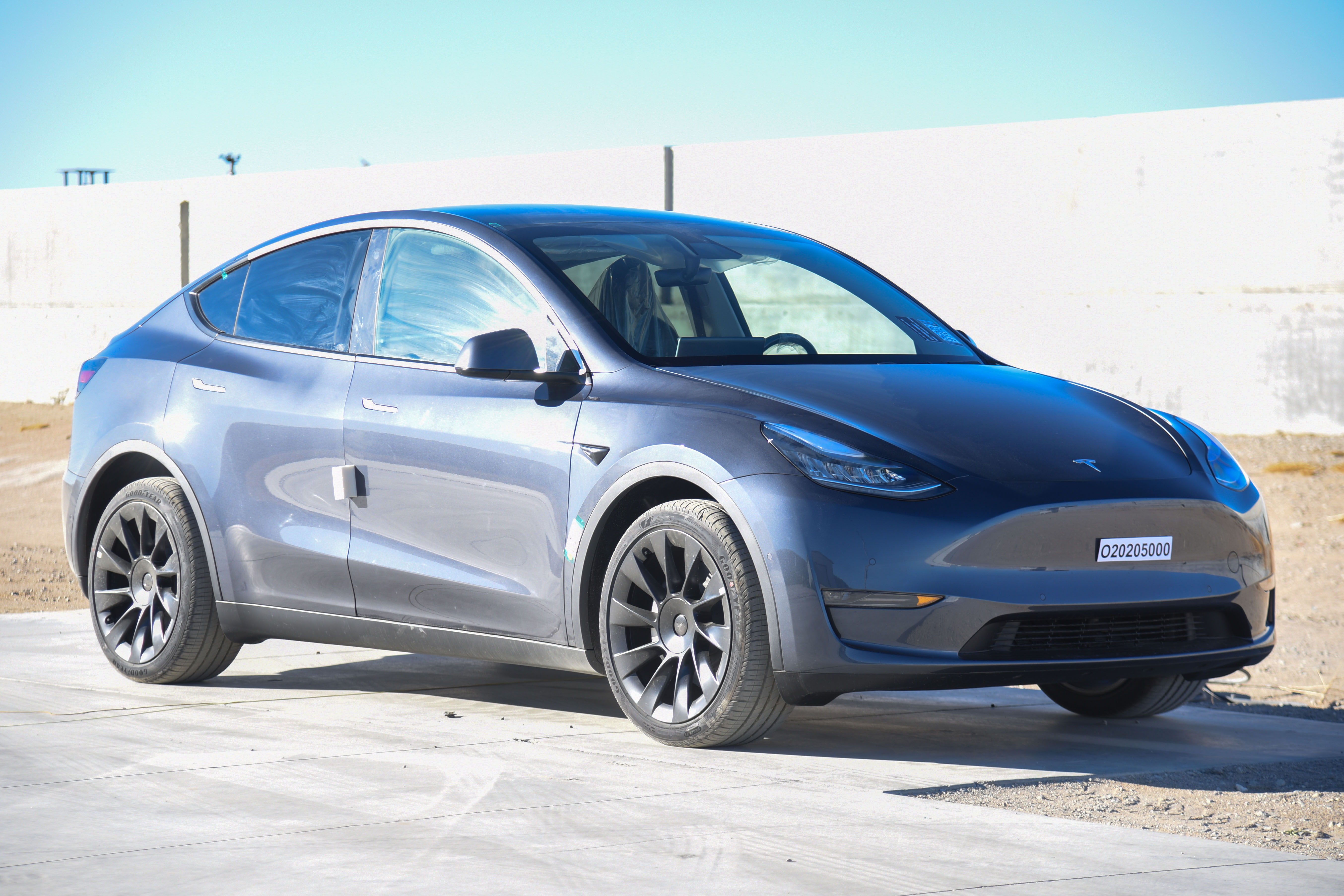
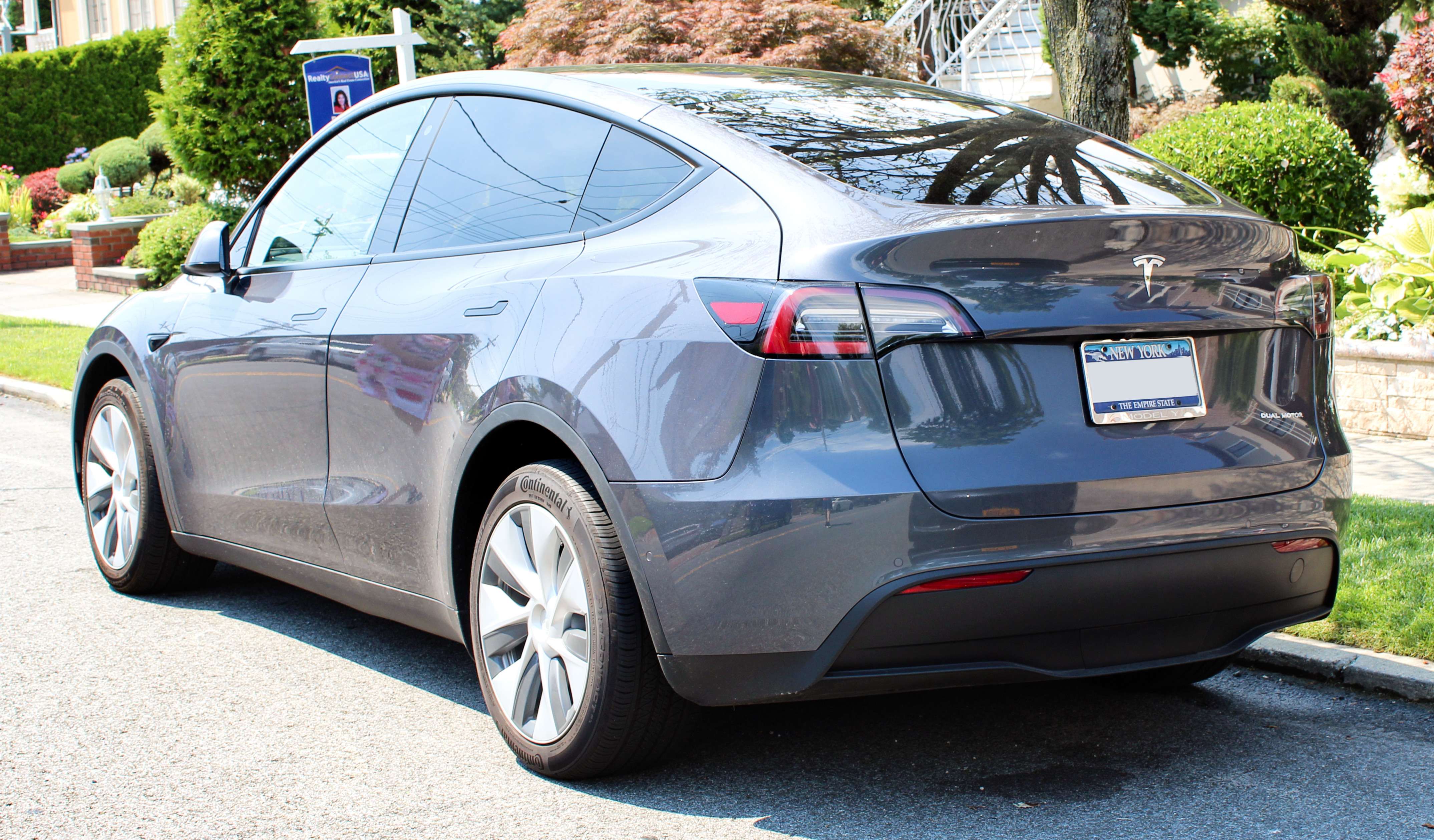
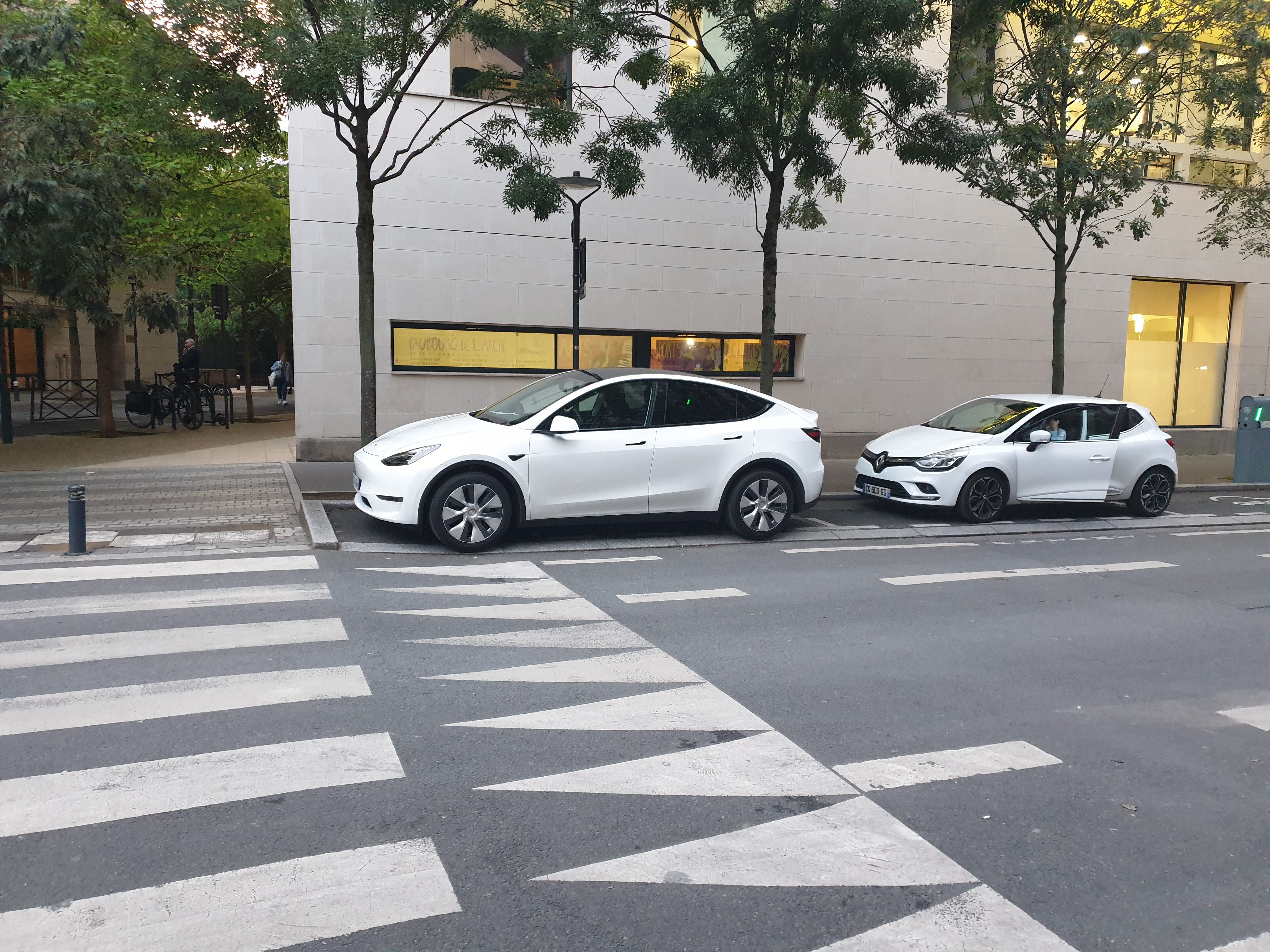

## Spécifications et autonomie
Le Model Y repose sur la Tesla Model 3, dont elle reprend près de 70 % des pièces, notamment la base technique, la planche de bord, la motorisation ainsi que les batteries. Le Model Y peut bénéficier de 7 places en option.
Toutes les versions du Model Y possèdent le matériel nécessaire à la conduite autonome et ont un accès payant aux bornes Superchargeur.
Comme sur les autres modèles de la marque, l'aérodynamique a été soignée pour obtenir un Cx de 0,23 (puis 0,22 pour le modele Juniper lancé en 2025), ce qui permet au modèle Y de se briller dans la sobriété, et donc dans l'autonomie. Différentes estimations sont officielles et résultent de différents essais ou calculs :
- Autonomie WLTP : essai de consommation mis en place en Europe depuis septembre 2018. Il revient à faire rouler la voiture à environ 80 km/h dans des conditions normales.[réf. nécessaire]
- Autonomie EPA : essai de consommation mis en place aux États-Unis par l'agence pour l'environnement. Il revient à faire rouler la voiture à environ 90 km/h dans les conditions de circulation les plus fréquentes aux États-Unis.[réf. nécessaire]
- Autonomie Autoroute : estimation de l'autonomie en roulant sur voies rapides dans des conditions réalistes avec une famille à bord du véhicule.[réf. nécessaire]

### Modèle produit à Fremont (USA)
|                         | Modèles en production           | Modèles en production           |                 | Modèles abandonnés       |
| Tr. intégraleLong Range | PerformanceLong Range           | PropulsionStandard Range        |                 |                          |
| ----------------------- | ------------------------------- | ------------------------------- | --------------- | ------------------------ |
| Autonomie WLTP          | NC                              | NC                              | NC              |                          |
| Autonomie EPA           | 531 km                          | 488 km                          | 393 km          |                          |
| Autonomie Autoroute     | 390 km                          | 350 km                          | 280 km          |                          |
| Poids                   | 1 997 kg                        | 1 997 kg                        | 1 778 kg        |                          |
| Moteur                  | 203 kW (276 ch) 121 kW (165 ch) | 219 kW (298 ch) 158 kW (215 ch) | 239 kW (325 ch) |                          |
| Puissance maximale      | 324 kW (440 ch)                 | 377 kW (513 ch)                 | 202 kW (275 ch) |                          |
| Couple maximum          | 493 N m                         | 660 N m                         | 420 N m         |                          |
| 0–100 km/h              | 5,1 s                           | 3,7 s                           | 6,1 s           |                          |
| Vitesse max (km/h)      | 220                             | 250                             | 193             |                          |
| Disponibilité           |                                 |                                 |                 |                          |
| États-Unis              | mars 2020                       | mars 2020                       |                 | février 2021 - mars 2021 |
| Canada                  | mars 2020                       | mars 2020                       |                 | février 2021 - mars 2021 |

### Modèle produit à Shanghai
|                          | Modèles en production   | Modèles en production           | Modèles en production           | Modèles en production           |
| PropulsionStandard Range | Tr. intégraleLong Range | Tr. intégraleLong Range         | PerformanceLong Range           |                                 |
| ------------------------ | ----------------------- | ------------------------------- | ------------------------------- | ------------------------------- |
| Autonomie NEDC           | 525 km                  | 594 km                          | 640 km                          | 566 km                          |
| Autonomie WLTP           | 455 km                  | 507 km                          | 542 km                          | 528 km                          |
| Autonomie Autoroute      | 310 km                  | 390 km                          | 420 km                          | 400 km                          |
| Poids                    | 1 923 kg                | 1 997 kg                        | 1 997 kg                        | 2 010 kg                        |
| Moteur                   | 220 kW (300 ch)         | 220 kW (300 ch) 158 kW (215 ch) | 220 kW (300 ch) 158 kW (215 ch) | 235 kW (320 ch) 158 kW (215 ch) |
| Puissance maximale       | 220 kW (300 ch)         | 324 kW (440 ch)                 | 324 kW (440 ch)                 | 377 kW (513 ch)                 |
| Couple maximum           | 420 N m                 | 493 N m                         | 493 N m                         | 660 N m                         |
| 0–100 km/h               | 6,9 s                   | 5,0 s                           | 5,0 s                           | 3,7 s                           |
| Vitesse max (km/h)       | 220                     | 220                             | 220                             | 250                             |
| Disponibilité            |                         |                                 |                                 |                                 |
| Chine                    | septembre 2021          | janvier 2021                    | octobre 2021                    | prévu Q4 2021                   |
| Europe                   | août 2022               | août 2021                       |                                 |                                 |

| Juniper (2025)      | Propulsion (Standard Range RWD) |  |  |
| ------------------- | ------------------------------- |  |  |
| Autonomie NEDC      | 559 km                          |  |  |
| Autonomie WLTP      | 500 km                          |  |  |
| Autonomie Autoroute | 348 km                          |  |  |
| Poids               | 1 901 kg                        |  |  |
| Puissance Maximale  | (257 kw) 350 ch                 |  |  |

## Sécurité
Les portes du Model Y sont actionnées électroniquement, mais en cas de dysfonctionnement il existe un système de déverrouillage mécanique et manuel de sécurité

## Batterie
Pour le Model Y, Tesla produit les packs de batteries dans deux usines. Historiquement, la Giga Nevada produit les packs batteries pour l'usine de Fremont et la Giga Shanghai produit ses propres packs batteries.
Les capacités en kWh sont données à titre indicatif pour des batteries neuves, elles ont été constatées par les possesseurs des modèles en question. Ces capacités varient selon la température du pack, l'équilibrage des cellules et principalement l'usure de celles-ci.
En ce qui concerne la masse des différents éléments du pack :
- L'armature correspond à la structure métallique formant le pack, celle-ci ne change pas, quel que soit la capacité du pack.
- Les systèmes électriques correspondent aux contrôleurs électroniques et chargeurs embarqués fixés sur la batterie et situés sous la banquette arrière de la voiture.
- L'assemblage correspond aux grilles conductrices permettant de relier les cellules, aux tubes de refroidissement liquide et à la résine antifeu fixant le tout.

### Batterie produite à la Giga Nevada
Les batteries du Tesla Model Y produite à Fremont sont composées de milliers de cellules Lithium-Ion NCA de type 2170 produites à la Giga Nevada par Panasonic. Le pack batterie de la Model Y se trouve comme la Model S dans le plancher, cependant à la différence de celui de la Model S celui-ci n'a pas été conçu pour permettre un échange automatisé.
Chaque cellule a une tension nominale de 3,6 V et pèse environ 69 g, cependant la composition du pack batterie du Model Y diffère selon la capacité. La garantie de la batterie est de huit ans ou 160 000 km pour la batterie Standard et huit ans ou 192 000 km pour la Grande batterie.
À la fin de l'année 2020, Panasonic opère une mise à jour de ses lignes de production à la Giga Nevada. Cela va permettre la production d'une nouvelle version des cellules 2170, elle aura une capacité augmentée de 5 % et de meilleures performances de charge.
Le tableau ci-dessous présente les packs de batterie ayant été ou étant encore en production.
|                                    | Modèles en production | | Modèles abandonnés | Modèles abandonnés |
| Grande batterie                    | Grande batterie (jusque début 2021) | Batterie standard | |                    |
| ---------------------------------- | --- | --- | --- | ------------------ |
| Capacité utilisable (avec réserve) | 81,1 kWh | 77,8 kWh | 54,3 kWh |                    |
| Capacité utilisable (0 à 100 %)    | 77,5 kWh | 74,5 kWh | 51,9 kWh |                    |
| Composition du pack batterie       | 4 modules branchés en série,2 modules contiennent 23 blocs branchés en série,2 modules contiennent 25 blocs branchés en série,chaque bloc contient 46 cellules branchées en parallèle | 4 modules branchés en série,2 modules contiennent 23 blocs branchés en série,2 modules contiennent 25 blocs branchés en série,chaque bloc contient 46 cellules branchées en parallèle | 4 modules branchés en série,les 4 modules contiennent chacun 24 blocs branchés en série,chaque bloc contient 31 cellules branchées en parallèle |                    |
| Tension de fonctionnement          | Chaque cellule a une tension nominale de 3,6 V,soit par batterie ((2 x 23) + (2 x 25)) x 3,6 = 346 V                                                                                  | Chaque cellule a une tension nominale de 3,6 V,soit par batterie ((2 x 23) + (2 x 25)) x 3,6 = 346 V                                                                                  | Chaque cellule a une tension nominale de 3,6 V,soit par batterie 4 x 24 x 3,6 = 346 V                                                           |                    |
| Nombre total de cellules           | 4 416 cellules | 4 416 cellules | 2 976 cellules |                    |
| Masse indicative                   | Cellules : 305 kgAssemblage : 45 kgSystèmes électriques : 50 kgArmature : 55 kgTotal : 455 kg                                                                                         | Cellules : 305 kgAssemblage : 45 kgSystèmes électriques : 50 kgArmature : 55 kgTotal : 455 kg                                                                                         | Cellules : 205 kgAssemblage : 35 kgSystèmes électriques : 50 kgArmature : 55 kgTotal : 345 kg                                                   |                    |
| Caractéristique de Supercharge     | De 0 à 100 %,la tension passe de 350 à 400 V,l'intensité passe de 700 à 30 A, Max : 250 kW                                                                                            | De 0 à 100 %,la tension passe de 350 à 400 V,l'intensité passe de 700 à 30 A, Max : 250 kW                                                                                            | De 0 à 100 %,la tension passe de 350 à 400 V,l'intensité passe de 500 à 20 A, Max : 170 kW                                                      |                    |

### Batterie produite à la Giga Shanghai
Les batteries du Tesla Model Y produite à Shanghai sont composées de cellules Lithium-Ion.
Lors du lancement de la production, Tesla a utilisé des cellules NMC de type 2170 produites dans une usine chinoise par LG Chem et donc les mêmes packs que la Model 3.
En juillet 2021, Tesla a commencé la production de deux nouveaux packs. Le premier avec des cellules LFP de type prismatique produites dans une usine chinoise par CATL. Le second avec des cellules NCMA de type 2170 produites dans une usine chinoise par LG Chem. Ces deux packs vont permettre de lancer la production des versions "Standard" et "Performance" du Model Y.
|                                    | Modèles en production                                                                                | Modèles en production | Modèles en production |
| Batterie standard                  | Grande batterie                                                                                      | Grande batterie | |
| ---------------------------------- | --- | --- | --- |
| Capacité utilisable (avec réserve) | 60,0 kWh                                                                                             | 74,5 kWh | 79,5 kWh |
| Capacité utilisable (0 à 100 %)    | 57,0 kWh                                                                                             | 71,1 kWh | 76,0 kWh |
| Composition du pack batterie       | 4 modules branchés en série,2 modules contiennent 25 cellules,2 modules contiennent 28 cellules      | 4 modules branchés en série,2 modules contiennent 23 blocs branchés en série,2 modules contiennent 25 blocs branchés en série,chaque bloc contient 46 cellules branchées en parallèle | 4 modules branchés en série,2 modules contiennent 23 blocs branchés en série,2 modules contiennent 25 blocs branchés en série,chaque bloc contient 46 cellules branchées en parallèle |
| Tension de fonctionnement          | Chaque cellule a une tension nominale de 3,2 V,soit par batterie ((2 x 25) + (2 x 28)) x 3,2 = 340 V | Chaque cellule a une tension nominale de 3,6 V,soit par batterie ((2 x 23) + (2 x 25)) x 3,6 = 346 V                                                                                  | Chaque cellule a une tension nominale de 3,6 V,soit par batterie ((2 x 23) + (2 x 25)) x 3,6 = 346 V                                                                                  |
| Nombre total de cellules           | 106 cellules                                                                                         | 4 416 cellules | 4 416 cellules |
| Masse indicative                   | Cellules : 335 kgAssemblage : 50 kgSystèmes électriques : 50 kgArmature : 55 kgTotal : 490 kg        | Cellules : 305 kgAssemblage : 45 kgSystèmes électriques : 50 kgArmature : 55 kgTotal : 455 kg                                                                                         | Cellules : 305 kgAssemblage : 45 kgSystèmes électriques : 50 kgArmature : 55 kgTotal : 455 kg                                                                                         |